# Manfreda
Manfreda je priimek več znanih Slovencev:

## Pomembni nosilci priimka
- Andrej Manfreda (1908—1943), narodni delavec, član organizacije TIGR
- Anton Manfreda (1861—1942), politik
- Anton Manfreda, poslovni informatik, ekonomist
- Ivan Manfreda - Jaka (1916—1945) prvoborec - v Bosni (po vojni mu je bila spomenica odvzeta)
- Katja Lozar Manfreda (*1972), družboslovna informatičarka, prof. FDV
- Marija Manfreda (por. Marija Skrinjar) (1857—1931), kulturna in socialna delavka
- Marjan Manfreda - Marjon (1950—2015), alpinist
- Marjan Manfreda (*1983), hokejist
- Marjeta Manfreda (Vakar) (*1962), pesnica, literarna urednica, ljubiteljska raziskovalka slovenske DNK
- Mojca Manfreda, teniška trenerka
- Rok Manfreda (*1981), hokejist
- Vida Manfreda Kolar (*1969), didaktičarka matematike